# José Inácio de Abreu e Lima
José Inácio de Abreu e Lima o José Ignacio Abreu e Lima (Recife, 6 d'abril de 1794 † 8 de març de 1869) fou un militar, polític, periodista i escriptor brasiler. Va participar activament en les guerres d'independència de la Gran Colòmbia, per la qual cosa és conegut com el General Abreu e Lima, un dels generals del Libertador Simón Bolívar.

## Exili
Abreu e Lima va sortir de Brasil el 1818, després de l'execució del seu pare José Inácio Ribeiro de Abreu Lima, un exsacerdot que va deixar la sotana per casar-se, conegut com a Pare Roma, a causa que va ser ordenat a Roma pel cardenal Chiaramonti, futur papa Píus VII. Va ser condemnat el 1817 per la seva participació en la Revolució Pernambucana. Com en aquells temps, les penes pels delictes polítics, considerats de "lesa majestat", afectaven també als fills, al jove José Inácio se li va truncar qualsevol possibilitat de prosseguir la carrera militar, que acabava d'iniciar. Abreu e Lima va fugir als Estats Units des d'on va viatjar a la Guaira per incorporar-se a l'exèrcit de Bolívar, com a capità.

## Militar bolivarià
Va ser redactor del periòdic de l'Exèrcit Libertador, Correo del Orinoco i va participar de les campanyes i batalles decisives de la lluita d'alliberament de Veneçuela i Colòmbia: campanya de l'Apure, marxa per l'erm de Pisba, batalla del Pantà de Vargas (25 de juliol de 1819), de Boyacá (7 d'agost de 1819), Carabobo (24 de juny de 1821), i batalla naval del Llac de Maracaibo (1823).
Segons l'historiador Eloy Reverón, va ser orador fiscal de la lògia presidida pel general José Antonio Páez, però la vida d'aquesta lògia maçònica de València va ser breu, pel que sembla a causa d'algunes disputes entre els germans. Abreu e Lima no apareix més que en aquest document de sol·licitud de Carta Palesa.
Es va involucrar en la política colombiana recolzant al partit bolivarià i la continuïtat de la unitat de Veneçuela, Nova Granada, Panamà i l'Equador. Va combatre en la batalla del Portete de Tarqui (27 de febrer de 1829) al costat d'Antonio José de Sucre. En 1830 va organitzar el periòdic La Torre de Babel per defensar les idees bolivarianes i en desintegrar-se la Gran Colòmbia va acompanyar a Bolívar al seu refugi a Santa Marta.

## Tornada a Brasil

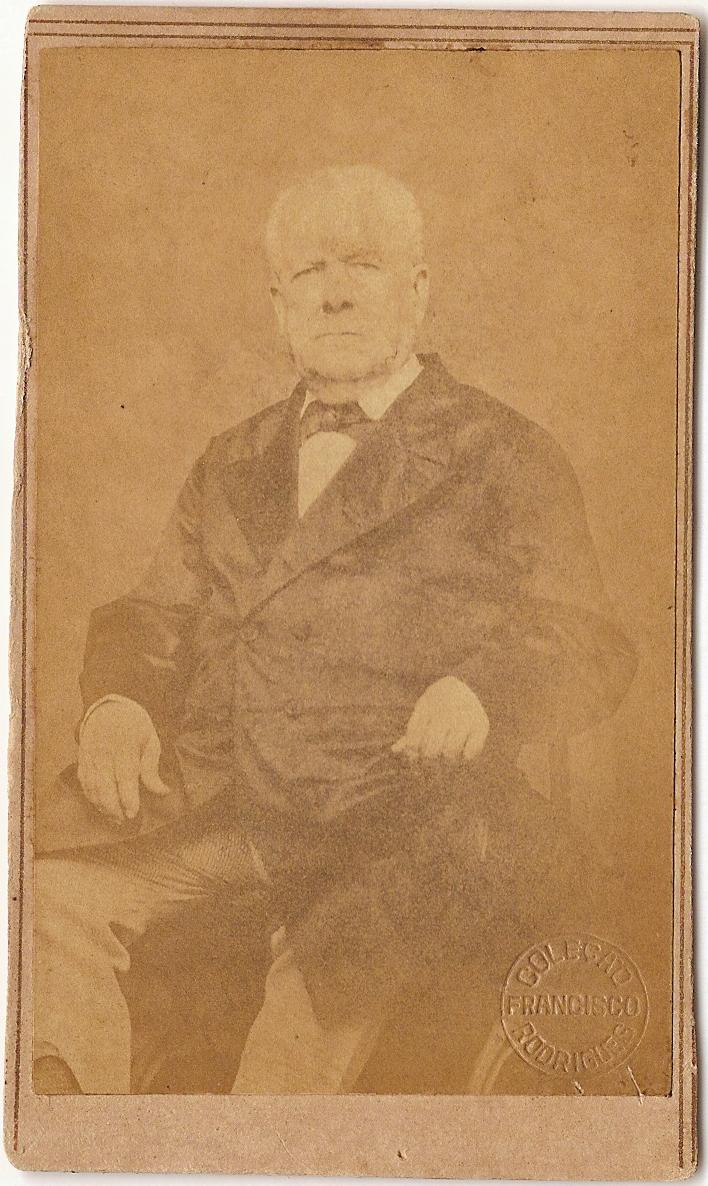
José Ignacio Abreu e Lima.

Després de la mort de Bolívar, va ser desconegut el seu grau pel govern de Joaquín Mosquera i el partit santanderista, i es va ordenar la seva expulsió de la Nova Granada el 9 d'agost de 1831. Va viatjar llavors als Estats Units i a Europa i després va retornar a Brasil, fixant residència a Rio de Janeiro, on se'l va anomenar general de les Masses pel seu èxit popular com a líder polític. La trajectòria política d'Abreu e Lima és complexa: la seva lluita activa en el moviment emancipador comandat per Bolívar va ser seguida per una ferma defensa de la monarquia brasilera des del periòdic La Barca de Sâo Pedro que demanava la tornada al tron de Pere I de Brasil. Acceptada la majoria d'edat de Pere II de Brasil en 1840, Abreu e Llima es va pronunciar per la monarquia constitucional, per optar posteriorment pel socialisme com a alternativa.

## Presó
El 1844, va retornar al seu estat natal, Pernambuco, com a candidat a diputat i fou derrotat pels conservadors. Va ser pres i condemnat a cadena perpètua per rebel·lió, acusat de participar en la Revolta Praieira (1848). Amb relació a aquest episodi algunes fonts afirmen que no va participar d'aquesta revolta, en la qual sí que es van involucrar els seus germans, per la qual cosa José Inácio va ser finalment declarat innocent; però altres fonts afirmen que sí que va participar, però va ser amnistiat per l'emperador.

## Escriptor socialista

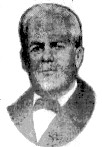
Abreu e Lima, 1855

Alliberat el juny de 1850, es va dedicar a escriure, divulgant idees inspirades en Charles Fourier i el socialisme utòpic francès. Va publicar, entre d'altres, els llibres "Compêndio de História do Brasil" (1843), A Cartilha do Povo (1849) i "O Socialismo" (1855). També va col·laborar en diversos periòdics pernambucans, entre els quals el Diário de Pernambuco i el Diário Novo. A més el 1853 va fundar un consultori hemopàtic per atendre gratuïtament als pobres.
A causa de la seva defensa de la llibertat de culte i "per ser maçó", el bisbe Dom Francisco Cardoso Aires va prohibir enterrar-lo en el Cementiri Santo Amaro de Recife, sent el General Abreu e Llima soterrat en el Cementiri dels Anglesos. Abreu e Lima és considerat un dels herois de la independència de Veneçuela i a Brasil s'han batejat amb el seu cognom una refineria de petroli i un municipi, tots dos a Pernambuco.